# Tarrío (Monterroso)
Tarrío (llamada oficialmente Santa María de Tarrío) es una parroquia y una aldea española del municipio de Monterroso, en la provincia de Lugo, Galicia.

## Organización territorial
La parroquia está formada por tres entidades de población:

### Entidades de población
Entidades de población que forman parte de la parroquia:
- Penaforcada (Pena Forcada)
- Tarrío (Tarrío de Buxergos)

### Despoblado
Despoblado que forma parte de la parroquia:
- Cacabelos

## Demografía

### Parroquia
| Gráfica de evolución demográfica de Tarrío (parroquia) entre 2000 y 2020 |
|                                                                          |
| Datos según el nomenclátor publicado por el INE.                         |

### Aldea
| Gráfica de evolución demográfica de Tarrío (aldea) entre 2000 y 2020 |
|                                                                      |
| Datos según el nomenclátor publicado por el INE.                     |